# Bondevennernes Selskab
Bondevennernes Selskab (dänisch für „Gesellschaft der Bauernfreunde“), kurz Bauernfreunde, war eine Partei im Dänemark des 19. Jahrhunderts.
Gegründet wurde die Gesellschaft am 5. Mai 1846 von den beiden Ständedeputierten Johan Christian Drewsen und Balthasar Christensen auf Aufforderung des Lehrers Gleerup, der Vorsitzender der Holbæk Amts Landkommunalforening war. Weitere Männer der ersten Stunde waren Orla Lehmann und Anton Frederik Tscherning.
Das Ziel der Bauernfreunde war es, über die Lebensverhältnisse der Landbevölkerung „umfassende und genaue Informationen zu erwerben“ und „für die Emanzipation des Bauernstandes und Gleichberechtigung mit den anderen Gesellschaftsschichten zu wirken“. Andere Programmforderungen waren die Verbesserung der Volksbildung, die allgemeine Wehrpflicht, Gewerbefreiheit, die Verbesserung der Lage der Kleinbauern, der Landarbeiter und die Ablösung der Zinsbauernschaft durch eigenen Grundbesitz der Bauern.
Die Gesellschaft gliederte sich in Bezirks- und Kreisverbände. Der erste Vorstand wurde für drei Jahre gewählt.
Die Bauernfreunde erlangten schnell beachtliche Ausbreitung und gewannen an Einfluss. Bereits Mitte 1847 hatten sie über 5.500 Mitglieder, später stieg diese Zahl auf über 10.000. Bei der Wahl zur Verfassungsgebenden Reichsversammlung (Den grundlovgivende Rigsforsamling) nach der Märzrevolution 1848 stritten die Bauernfreunde dafür, im Grundgesetz Dänemarks gegen den Widerstand der konservativen Højre dem Parlament mehr Rechte einzuräumen und den Kreis der Wahlberechtigten zu erweitern. Danach etablierten sich die Bauernfreunde als Fraktion im Reichstag. Allerdings musste sie infolge der dänischen Verfassungskämpfe ab Mitte der 1850er einen starken Rückgang hinnehmen. 
Vom 2. Dezember 1859 bis 24. Februar 1860 stellten die Bauernfreunde die Regierung Rotwitt. Wichtige angestrebte Reformen der Bauernfreunde wurden 1860/61 mit dem Gesetz zur Besserstellung der Zinsbauern unter dem nationalliberalen Minister D. G. Monrad verwirklicht.
Die Gesellschaft der Bauernfreunde wirkte noch bis in die 1860er Jahre und wurde nie formal aufgelöst. 